# Ben Cabrera

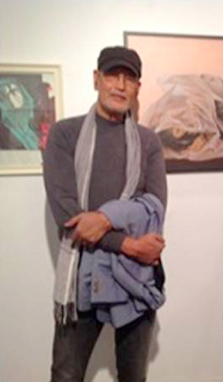
Cabrera in 2013

Benedicto Reyes Cabrera (Malabon, 10 april 1942), beter bekend als Ben Cabrera of Bencab, is een Filipijns kunstschilder.
Cabrera is een van de belangrijkste kunstschilders uit de geschiedenis van de Filipijnen. In 2006 kreeg Cabrera de onderscheiding Nationaal Artiest van de Filipijnen in de categorie kunstschilder toegekend.

## Werken
Enkele van zijn werken:
- 1986 - Waiting for the Monsoon
- 1988 - The Indifference
- 1989 - People Waiting
- 1991 - Madonna with Objects
- 1991 - Studies of Sabel, dyptych